# Producers Releasing Corporation
Producers Releasing Corporation (prescurtat ca PRC) a fost unul dintre cele mai prestigioase studiouri de film de la Hollywood, care cuprindea ceea ce a devenit cunoscut sub numele de Poverty Row. Studioul a funcționat din 1939 până în 1947. Cele mai multe producții PRC erau filme B cu buget redus. Câteva dintre filmele PRC au ajuns să aibă o reputație respectabilă de-a lungul anilor, dar majoritatea producțiilor sale au fost mediocre. Compania, pe lângă faptul că producea filme, se ocupa și cu distribuția acestora, unele filme fiind importate din Marea Britanie, operând de asemenea cu propriul studio, complex care a fost utilizat de către defuncta companie Grand National Films Inc. Studioul era situat la adresa Bulevardul Santa Monica, nr. 7324.
PRC a lansat 179 de filme artistice și nu a cheltuit la niciun film mai mult de 100.000 de dolari. Cele mai multe dintre filmele sale costă în prezent mult mai puțin.

## Filmografie (selecție)

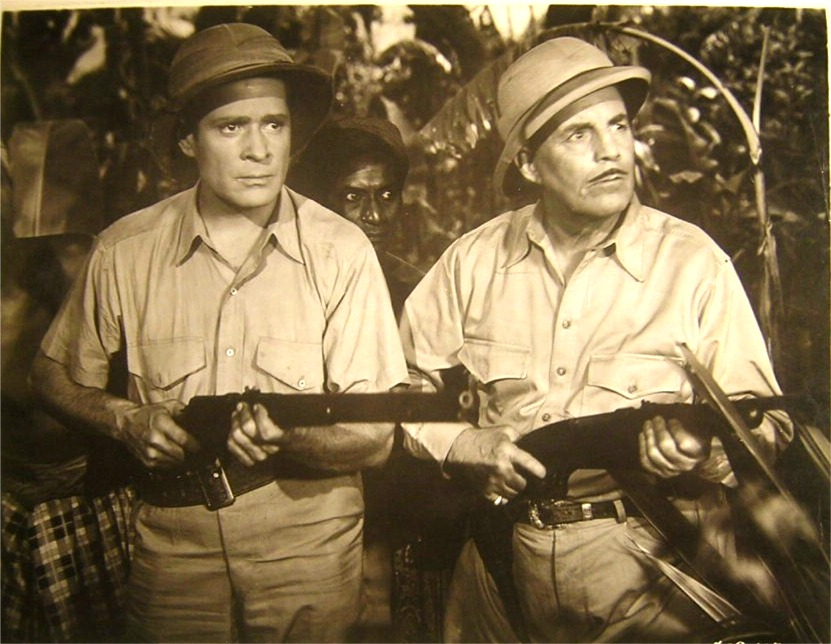
Duncan Renaldo (stânga) și Frank Buck în Tiger Fangs (1943)

- The Devil Bat (1940) cu Bela Lugosi
- Misbehaving Husbands (1940) cu Harry Langdon
- Jungle Man (1941) cu Buster Crabbe
- Baby Face Morgan (1942) cu Richard Cromwell și Mary Carlisle
- They Raid by Night (1942)
- A Yank in Libya (1942)
- Nabonga (1943) cu Julie London
- Tiger Fangs (1943)
- Corregidor (1943) cu Otto Kruger, Elissa Landi, Donald Woods
- Bombs Over Burma (1943) cu Anna May Wong
- Lady from Chungking (1943)
- Bluebeard (1944)
- Strange Illusion (1945)
- Detour  (1945) cu Ann Savage
- Apology for Murder (1945)